# Церква святого Володимира Великого (Красилів)
Церква святого Володимира Великого в Красилові — парафія і храм греко-католицької громади Хмельницького деканату Кам'янець-Подільської єпархії Української греко-католицької церкви в селі Красилів Хмельницької области.

## Історія церкви
Релігійна громада УГКЦ в місті існувала до 2004 року. У березні того ж року міська рада надала дозвіл на відкриття приміщення для богослужінь. Спочатку облаштували капличку в міському будинку культури, яку освятив владика Михаїл Сабрига. Одразу був створений церковний хор під керівництвом Омеляна Сохацького, який також виконував обов'язки старости, регента та касира.
У 2005 році з ініціативи Тернопільсько-Зборівської єпархії розпочалося будівництво храму. У березні того ж року міська рада виділила землю під забудову, а у квітні владика Михаїл Сабрига освятив хрест і місце.
Будівництво фінансувала Тернопільсько-Зборівська єпархія УГКЦ, а також прихожани, місцеві організації та заводи. Зводили церкву майстри-будівельники з Мукачева. У червні 2006 року будівництво храму на 50 осіб було завершено. Внутрішні роботи виконали прихожани та брати з семінарії. 28 липня 2006 року владика Василій Семенюк освятив новий храм.
При парафії діють Вівтарна дружина та спільнота «Матері в молитві».

## Парохи
- о. Анатолій Натолочний (2004 — 28 липня 2010),
- о. Юрій Ланик (2010),
- о. Ігор Куриб (з 12 листопада 2010).